# ۳ (شرکت)
۳ (انگلیسی: 3) شرکت مخابرات هنگ کنگی است، که در سال ۲۰۰۲ توسط کانینگ فوک تأسیس شد.
شرکت ۳ مالک یک نام تجاری است که چندین شبکه تلفن همراه و ارائه دهندگان اینترنت پهن باند را در هنگ کنگ، ماکائو، اتریش، دانمارک، اندونزی، ایرلند، ایتالیا، سوئد و بریتانیا اداره می‌کند.
این برند رسماً در ۳ مارس ۲۰۰۳ در هنگ کنگ تأسیس شد. تا سال ۲۰۲۲، شرکت ۳، دارای بیش از ۱۱۰ میلیون نفر مشتری ثبت شده در سراسر جهان  بود.